# Benny Leonard

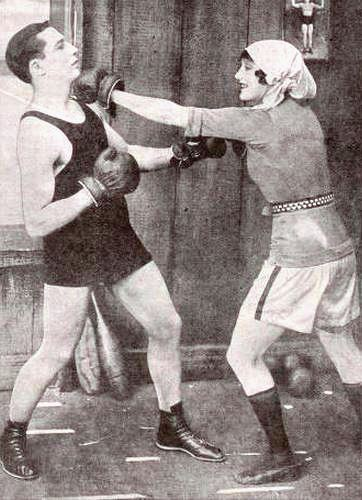
Benny Leonard (links) en Annette Kellerman in 1922

Benny Leonard (New York, 7 april 1896 – aldaar, 18 april 1947) was een Amerikaanse bokser.
Leonard werd op 28 mei 1917 de wereldkampioen lichtgewicht door de Brit Freddie Welsh te verslaan in de negende ronde. Leonard verdedigde zijn titel tien keer in de daaropvolgende zes jaar en besloot vervolgens zijn carrière te beëindigen op 15 januari 1925. Zes jaar later keerde hij terug naar de ring en behaalde 19 overwinningen op rij, voordat hij op 7 november 1932 werd verslagen door Jimmy McLarnin in zijn laatste gevecht.
Leonard was ook de manager van het ijshockeyteam Philadelphia Quakers tijdens hun enige seizoen in de National Hockey League in 1930-1931.
Leonard stierf aan een hartaanval tijdens een boksevenement op 18 april 1947. In 1990 werd hij opgenomen in de International Boxing Hall of Fame.